# شیرگایتو
شیرگایتو (به لاتین: Shirgaytu) یک منطقهٔ مسکونی در روسیه است که در جمهوری آلتای واقع شده‌است.